# Сосновка (Плесецкий район)
Сосновка — посёлок в Плесецком районе Архангельской области. Входит в состав Обозерского городского поселения.

## География
Посёлок расположен в нескольких километрах от Обозерского.
Часовой пояс
Посёлок Сосновка, как и вся Архангельская область, находится в часовой зоне МСК (московское время). Смещение применяемого времени относительно UTC составляет +3:00.

## Население
| 2002 | 2010 | 2012 |
| ---- | ---- | ---- |
| 25   | ↘8   | ↘3   |